# Swissair
Swissair AG/S.A. (alemany: Schweizerische Luftverkehr-AG; francès: S.A. Suisse pour la Navigation Aérienne) fou l'aerolínia nacional de Suïssa des de la seva fundació el 1931 fins a la seva fallida el 2002. Era el resultat de la fusió de Balair i Ad Astra Aero. Debilitada pel seu creixement excessiu basat en la polèmica «estratègia de caçador» que emprengué a finals de la dècada del 1990, així com la crisi que patí el món de l'aviació després dels atemptats de l'11 de setembre, el valor dels actius de Swissair es desplomà, fet que provocà la immobilització de la seva flota l'octubre del 2001. El govern federal suís mantingué l'empresa dempeus fins al 31 de març del 2002.